# Empis lugens
Empis lugens är en tvåvingeart som beskrevs av Philippi 1865. Empis lugens ingår i släktet Empis och familjen dansflugor. Inga underarter finns listade i Catalogue of Life.